# 西九州させぼ広域都市圏

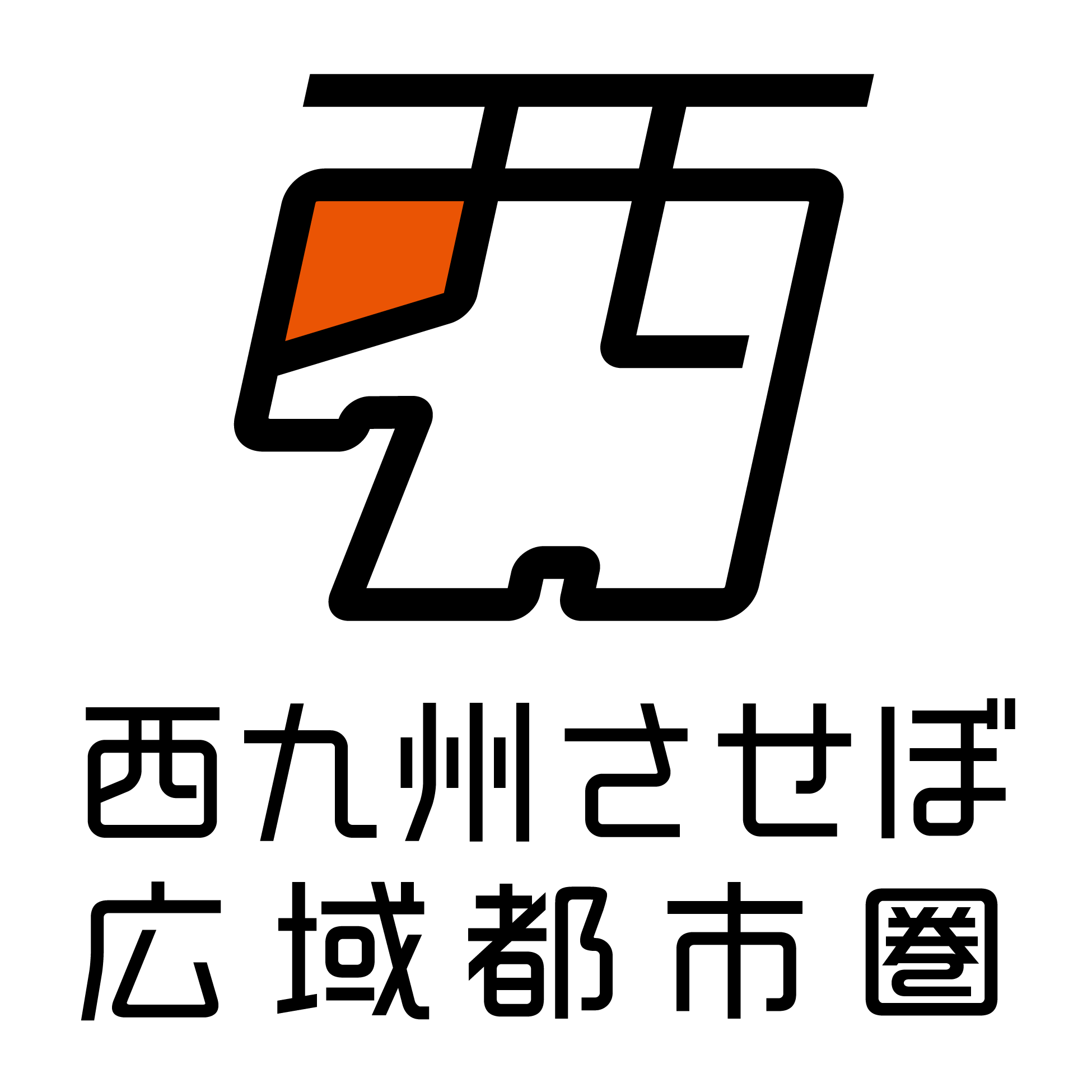
西九州させぼ広域都市圏のロゴマーク。九州内の圏域の位置を示す「朱色」は美しい夕日や焼き物を焼成する際の「炎」を連想させ、窯業圏という本圏域の特色を表現している。

西九州させぼ広域都市圏（にしきゅうしゅうさせぼこういきとしけん）は、長崎県佐世保市を中心に、佐賀県の自治体を含む12市町で形成される連携中枢都市圏。
行政サービスの効率化・利便性の向上や、地域産業・観光の活性化を目的とし、2019年4月に発足した。

## 連携事業
2024年現在、下記の連携事業を実施している。
- 西九州させぼパワーズ - 公益を目的とした自治体電力株式会社。
- 西九州食財プロジェクト - 圏域の食材を国内外に PR するプロジェクト。
- 西九州させぼ移住サポートプラザ - 圏域への移住者をサポート。
- 西九州させぼオープンデータポータルサイト - 圏域の自治体が公表するデータを公開する。
- 西九州させぼ周遊促進事業　ドライブサイトや体験コンテンツで周遊観光を促進

## 構成
2024年3月現在、下記の自治体から構成される。
- 長崎県
  - 佐世保市 (連携中枢都市)
  - 平戸市
  - 松浦市
  - 西海市
  - 東彼杵郡
    - 東彼杵町
    - 川棚町
    - 波佐見町

  - 北松浦郡
    - 小値賀町
    - 佐々町 (2020年3月参加)

  - 南松浦郡
    - 新上五島町

- 佐賀県
  - 伊万里市
  - 西松浦郡
    - 有田町

## 沿革
- 2019年（平成31年）4月 - 長崎県佐世保市、平戸市、松浦市、西海市、東彼杵町、川棚町、波佐見町、小値賀町、新上五島町、佐賀県伊万里市、佐賀県有田町の11市町で発足[1]。
- 2020年（令和2年）3月 - 長崎県北松浦郡佐々町が参加[3]。